# HORESTA
HORESTA (forkortelse for hotel-, restaurant- og turisterhvervets arbejdsgiverforening) er en dansk brancheorganisation for hotel-, restaurant- og turisterhvervet. Den består af en brancheforening og en arbejdsgiverforening.
HORESTA har cirka 2.300 medlemsvirksomheder fordelt over hele landet.
Konstitueret adm. direktør i HORESTA er Jeppe Møller-Herskind. Han er uddannet jurist og har stor tidligere brancheerfaring fra bl.a. Danmarks Restauranter & Cafeer.

## Historie
HORESTA blev grundlagt i 1884 som Centralforeningen af Hotelværter og Restauranter. Den nuværende organisation så dagens lys i 1992 og er et resultat af Centralforeningens fusion med Arbejdsgiverforeningen for Hoteller og Restauranter under navnet HOREFA. I 1995 fik den sit nuværende navn.
Organisationen arbejder for at varetage hotel- restaurant- og turisterhvervets interesser, samt for at udvikle erhvervet og opsamle viden og erfaringer blandt medlemmerne.
HORESTA vakte i 2024 opsigt ved at afskedige sin administrerende direktør Pia E. Voss med omgående virkning efter Berlingske kunne fortælle, at hun i årevis har haft en brutal ledelsesstil. Avisen havde talt med 20 nuværende eller tidligere medarbejdere, hvoraf flere berettede, at de ikke havde oplevet, at organisationen tog henvendelser om det dårlige arbejdsmiljø seriøst.

## Struktur
HORESTAs øverste organ er repræsentantskabet, som består af indtil 35 medlemsrepræsentanter og mødes ordinært to gange årligt. Repræsentantskabet fastlægger rammerne for det arbejde HORESTA skal udføre og udformer HORESTAs overordnede mål og politik på alle vigtige områder for erhvervet. Repræsentantskabet udpeger desuden HORESTAs bestyrelse, udvalgsmedlemmer m.v."
HORESTA består af to selvstændige foreninger; en brancheforening (HORESTA Brancheforening) og en arbejdsgiverforening (HORESTA Arbejdsgiverforening). HORESTA Brancheforening varetager medlemmernes politiske interesser, og HORESTA Arbejdsgiverforening varetager de arbejdsretlige interesser for sine medlemmer.
Et medlemskab af HORESTA Arbejdsgiverforening indebærer, at man har tegnet overenskomst, og det er et tilvalg til medlemskab af HORESTA Brancheforening. HORESTA Arbejdsgiverforening er medlem af Dansk Arbejdsgiverforening.